# Papo & Yo
Papo & Yo (deutsch: Papo und ich) ist ein Computerspiel des kanadischen Entwicklers Minority. Trotz des hohen Anteils an Rätseln, die gelöst werden müssen, wird es aber sowohl dem Genre Adventure als auch dem Jump ’n’ Run zugeordnet. Es handelt von der Reise eines kleinen Jungen durch eine surrealistisch wirkende Favela. Papo & Yo wurde am 14. August 2012 für die PlayStation 3 veröffentlicht.

## Handlung
Auf der Flucht vor seinem gewalttätigen, alkoholkranken Vater versteckt sich der Junge Quico in einem Schrank. Dort entdeckt er eine merkwürdige Kreidezeichnung. Als er sie berührt, findet er sich in einer traumartigen Favela wieder. Er trifft das Mädchen Alejandra und seinen zum Leben erwachten Spielzeugroboter Lula, die ihm beide helfen, sich in der Traumwelt zu orientieren und sie zu durchqueren. Im weiteren Verlauf des Spiels trifft Quico auf ein schlicht „Monster“ genanntes Wesen, vor dem ihn Alejandra und Lula eindringlich warnen. Quico aber freundet sich mit Monster an und erkundet gemeinsam mit ihm weitere Bereiche der Favela. Es stellt sich heraus, dass Monster einen Heißhunger auf Frösche hat, nach dem Genuss derselben aber in Raserei verfällt und Quico angreift. Der Junge möchte Monster helfen (bzw. heilen) und macht sich auf Alejandras Rat hin gemeinsam mit Monster auf den Weg zu einem Schamanen. Während eines erneuten Tobsuchtsanfalls tötet Monster Lula und später auch Alejandra. Quico erkennt, dass Monster eine Allegorie für seinen alkoholkranken Vater ist, dass er ihm nicht helfen kann und sich von ihm lösen muss. Er stürzt das schlafende Monster in einen Abgrund und kehrt in die wirkliche Welt zurück.

## Spielprinzip
Die Spielwelt wird aus einer Third-Person-Perspektive heraus dargestellt, das heißt, die Kamera ist hinter dem Protagonisten Quico postiert und folgt diesem durch die Spielwelt. In der PC-Version kann man sich mit Bewegungen der Maus umsehen, mittels der WASD-Tasten wird Quico bewegt. Mittels der Leertaste kann er springen und über die linke Maustaste Gegenstände aufnehmen und ablegen. In der Playstation-Version erfolgt die Steuerung mittels Gamepad.
Der Spieler wandert mit Quico durch einzelne Teilbereiche der bis auf Alejandra, Lula und Monster menschenleeren Favela. Jeder Teilbereich ist ein geschlossenes Gebiet und kann nur an einer bestimmten Stelle verlassen werden, die aber durch ein Hindernis versperrt ist, beispielsweise ein verschlossenes Tor, ein zu hohes Hausdach oder eine Lücke im Boden, die für einen Sprung zu breit ist. Der Spieler muss diese Hindernisse durch Manipulation der Umgebung beseitigen, um voranzukommen. Zunächst befinden sich an einigen Stellen im Spiel Kreidezeichnungen, die Schalter, Schlüssel oder Zahnräder symbolisieren. Diese können benutzt werden, als ob sie real wären, und verändern die Umgebung: Treppen erscheinen, Mauern verschwinden, Brücken bilden sich, ganze Häuser verändern ihre Position und geben neue Wege frei. Viele Veränderungen geschehen in einiger Entfernung zum Ort der Manipulation, und manche sind nur temporärer Natur, so dass der Spieler überlegen muss, welche Manipulationen er in welcher Reihenfolge vornehmen muss und welche Auswirkungen die Manipulationen für ihn haben. Im Verlauf des Spiels kommt noch Monster als Rätselelement hinzu, dessen Verhalten rudimentär gesteuert werden kann, indem man ihm Früchte oder Frösche zur Verfügung stellt.

## Entwicklungsgeschichte
Papo & Yo ist das Erstlingswerk des Studios aus dem kanadischen Montreal. Federführend für das Design zeichnete der in Bogotá aufgewachsene Minority-Geschäftsführer Vander Caballero, ehemals Design Director bei EA Montreal. Zur Finanzierung des Projekts wurde der Sony Pub Fund genutzt, ein Programm des PlayStation-Herstellers Sony, mit dem unabhängige Entwicklungsstudios finanziell unterstützt werden, die dafür PlayStation-Exklusivität gewähren müssen. Caballero verarbeitete mit dem Skript für Papo & Yo seine eigenen Kindheitserlebnisse und widmete es seiner Mutter und seinen Geschwistern, „mit denen ich das Monster in meinem Vater überlebt habe“. Als wichtigen Einfluss für das Design der Spielwelt benennt Caballero den magischen Realismus des kolumbianischen Schriftstellers Gabriel García Márquez. Die technische Realisierung erfolgte mit Hilfe der Spiel-Engine Unreal Engine 3. Für den Soundtrack wurde Brian D’Oliveira vom kanadischen Studio La Hacienda Creative engagiert, der sonst primär Musik für US-amerikanische TV-Serien komponiert.
Das Spiel war Bestandteil des Humble Indie Bundle X, wo es erstmals für Mac und Linux angeboten wurde. Alle Versionen konnten sowohl DRM-frei als auch Steam-gebunden bezogen werden.

## Rezeption
Papo & Yo fand in der Medienwelt ein geteiltes Echo. Gelobt wurden fast überall die außergewöhnliche Geschichte, die Ängste und Verluste thematisiert, die stimmungsvolle Grafik und die dazu passende musikalische Untermalung. Jörg Luibl von 4Players notierte „zauberhafte Situationen, wenn sich die kindliche Fantasie einfach Wege schafft“. Besonderen Anklang fand die Spielwelt, Daniel Liebeherr von DLH.Net urteilte: „Die Welt des Spiels ähnelt dem ambivalenten Monster. Sie wirkt romantisch verfallen, bietet großflächige Graffitis und scheint in eine Dauerdämmerung verfallen zu sein. Ihr Hintergrund ist jedoch ein realer. Diese Favelas gibt es tatsächlich und wohl niemand möchte freiwillig in einer von ihnen leben.“
Kritisiert wurde hingegen die geringe Abwechslung und Komplexität der Rätsel, kleinere technische Mängel, das Speichersystem sowie die kurze Spielzeit.